# Будинок філармонії (Чернівці)
Будинок «Музичного товариства» — пам'ятка архітектури (ох. № 17-Чв), розташована в історичному центрі Чернівців на пл. Філармонії, 10, у якій розміщується Чернівецька обласна філармонія.

## Архітектурні особливості
Будинок «Музичного товариства» в Чернівцях — двоповерхова будівля, зведена у стилі стриманого класицизму, що складається з великої концертної зали із подіумом, зали для репетицій, трьох навчальних кімнат та канцелярії.
Фасад споруди має виражений центральний ризаліт, який довершується складним фронтоном.
Невід'ємним елементом екстер'єру є годинник, розміщений на тимпані.
Набагато вишуканішим є інтер'єр будинку. Його художнім оформленням займався віденський маляр професор Карл Йобст, який відомий в Чернівцях ще завдяки своїм розписам Трьох-Святительської церкви Резиденції митрополитів Буковини і Далмації.
Доволі красномовно описав свої враження від першого відвідування будівлі відомий краєзнавець та літератор Л. А. Сімігінович-Штауфе:
|  | ...усім, хто заходить до зали товариства, всміхається найчудовіший розпис; кожен відчуває себе духовно піднесеним, спостерігаючи за твором геніального майстра. На чудовій розкішній стелі, в обрамлені вінків, представлені емблеми музики, вітражі на вікнах, розписи на колонах, у гірляндах квітів — імена найвидатніших композиторів... |

Позитивні враження після виступу у залі «Музичного товариства» залишились у, гастролюючого в Чернівцях, віртуоза Артура Рубінштейна, який зокрема відзначав:
|  | ...зала має чудові пропорції, підтримується у зразковому порядку, акустика — першокласна... |

## Історія будівлі
На початку ХІХ ст., завдяки старанням окружної управи та магістрату, Чернівці все більше ставали схожими на європейське місто. При чому європейськість полягала не тільки в появі вишуканої архітектури, а й у повсякденному житті чернівчан, зокрема їх культурному рівні. Щоправда певного осередку творчості у тогочасному місті не було. Шанувальники мистецтва гуртувались у невеличких групках, які у приватних помешканнях організовували творчі вечори, постановки тощо.
У 1830-их роках в Чернівцях виникло перше літературно-музичне товариство «Ареопаг», основні зусилля якого спрямовувались на проведення у місті концертів місцевих талантів. Для подібних заходів, як правило, винаймались приміщення у місцевих готелях, найчастіше зал «Молдавії».
Поступово із загального гурту почали виділятися чернівецькі меломани, які в листопаді 1862 року утворили своє нове товариство, що офіційно називалося «Спілка сприяння музичному мистецтву на Буковині», або скорочено «Музичне товариство».
Основним місцем проведення заходів і концертів стала Чернівецька ратуша, але таке вирішення проблеми було тимчасовим. У 1864 році товариство зняло в оренду 1 поверх приватного будинку Сари Шюц на Семигородській вулиці, частину якого (три кімнати) використовували під музичну школу. Річна орендна плата становила 350 флоринів. Нагальним стало питання будівництва власного приміщення.

### Будівництво споруди
Спорудження у Чернівцях спеціальної зали для концертів та інших імпрез стало головним напрямком роботи «Музичного товариства» протягом наступних п'яти років. У кінці 1868 року був сформований «будівельний комітет», покликаний акумулювати кошти, необхідні для реалізації проекту. Як правило, це робилося за рахунок проведення лотерей та добровільних пожертв від місцевих шанувальників музики.
До складу комітету, який очолив д-р Карл Векслер, увійшли: Емануель Розенцвайг, д-р Отто Амброз, д-р Якоб Атлас, д-р Деметр Бенделла, д-р Йозеф Фехнер, Стефан Гольцель, Янко Лупул, Флоріан Мітульський, барон Микола Мустаца, Йоган Орловські, Йоган фон Петрович, Нафталі Тітінгер, Генріх Вагнер та багато інших. У зборі коштів безпосередню участь брали дружини високопоставлених чиновників міста Чернівці та всієї Буковини, зокрема Фредеріка фон Мирбах (дружина президента краю Франца Мирбаха). 
За, зібрані в короткий термін, 3 500 флоринів було придбано земельну ділянку, яка щоправда виявилась не придатною через своє розташування на околиці міста. У зв'язку з цим «Музичне товариство» звернулося до місцевої влади з проханням про виділення міського ґрунту на Мучній площі у районі Поштової вулиці. Чернівецький міський магістрат, після вивчення документації, 21 червня 1873 року своїм рішенням (№ 1961) задовільним клопотання, передбачивши при цьому додаткову умову — виплата 8 200 флоринів після завершення будівництва.
Того ж року керівництво у «будівельному комітеті» перебрав на себе цісарсько-королівський будівельний радник Алоїс Булірц, який уклав договір з міським архітектором Емілем Регіусом та підготував будівельний план та кошторис на загальну суму 60 000 флоринів. З огляду на те, що у розпорядженні «Музичного товариства» було тільки близько 1/6 від необхідної суми, довелося брати позику, документацію якої було затверджено Буковинським крайовим урядом. 
Що стосується мистецького напрямку діяльності «Музичного товариства» то 1875-го р. на посаду керівника було запрошено чеського музиканта і композитора Войтеха Гржімалі.
Урочисте закладання наріжного каменю відбулося 29 травня 1876 року. У східній частині фундаменту було вмуровано урну з посланням до нащадків, у якому йшлося про історію «Музичного товариства» та самого будівництва. До тієї події В.Гржімалі разом з поетом Ернстом Рудольфом Нойбауером написали спільний твір «Хвала музиці». 
Від початку передбачалося, що приміщення використовуватиметься і як театр. Проте, вже в процесі будівництва у план були внесені зміни, оскільки з'ясувалося, що для потреб театру буде збудоване окреме приміщення. При цьому бракувало коштів на, попередньо заплановане, зовнішнє розкішне оформлення будови.
Будівельні роботи тривали півтора року, й 10 грудня 1877 року «Будинок Музичного товариства» було передано для використання.

### Використання будинку
Протягом своєї історії будинок «Музичного товариства» завжди використовувався за призначенням, залишався осередком культури та мистецтва.
У різні часи тут виступали виконавці із світовим ім'ям, які працювали чи гастролювали у Чернівцях. Про перебування окремих з них нагадують встановлені меморіальні дошки.
4-8 травня 1904 року, у Чернівцях вдруге перебував видатний український композитор Микола Лисенко, за участі якого в залі «Музичного товариства» відбулися три концерти. У супроводі оркестру під дирегуванням маестро, місцеві колективи «Міщанський хор» та хор музичного товариства «Буковинський Боян» виконували твори композитора й народні пісні. У рамках перебування «батька» української класичної музики на Буковині, в приміщенні будинку «Музичного товариства» було влаштовано «святочний комерс».
На початку 1917 року до міста Чернівці, що знаходилось під контролем російської армії, докотились відлуння Лютневої революції, під впливом яких почали формуватися ради військових депутатів. 10 квітня 1917 року у приміщенні «Музичного товариства» відбулися вибори ради Чернівецького гарнізону (про що сьогодні сповіщає меморіальна дошка). 
3 листопада 1918 року зал «Музичного товариства» став одним з місць, де проводились засідання Буковинського віча.
З 8 липня 1940 року, за виключенням періоду окупації Північної Буковини румунсько-німецькими загарбниками (1941-1944), будинок «Музичного товариства» знаходився у розпорядженні Чернівецької обласної філармонії.

## Сучасний стан
13 листопада 2010 року відбулось урочисте відкриття відремонтованої будівлі. Ремонтні роботи, кошторисна вартість яких становила 11 млн. грн., тривали з 2008 року.
Сьогодні у «будинку Музичного товариства», крім допоміжних та господарських приміщень, розміщено основний (сучасний) концертний зал Чернівецької обласної філармонії загальною місткістю 557 місць.
Див.: схема концертного залу Чернівецької обласної філармонії [Архівовано 5 жовтня 2013 у Wayback Machine.]